# Phụng ân Phụ quốc công
Phụng ân Phụ quốc công (giản thể: 奉恩辅国公, phồn thể: 奉恩輔國公, tiếng Mãn: ᡴᡝᠰᡳ ᠪᡝ
 ᡨᡠᠸᠠᡴᡳᠶᠠᡵᠠ
 ᡤᡠᡵᡠᠨ ᡩᡝ
 ᠠᡳᠰᡳᠯᠠᡵᠠ
 ᡤᡠᠩ, chuyển tả: kesi-be tuwakiyara gurun-de aisilara gung)  là một tước vị Hoàng đế nhà Thanh phong cho Tông thất, Giác La và Ngoại phiên. Tước vị này xếp thứ sáu, thấp hơn Phụng ân Trấn quốc công và cao hơn Bất nhập Bát phân Trấn quốc công.Đây là tước vị thấp nhất trong Bát phân, tước vị tối thiểu để nhận được các đặc ân của Hoàng gia.